# Waldsanatorium bei Planegg

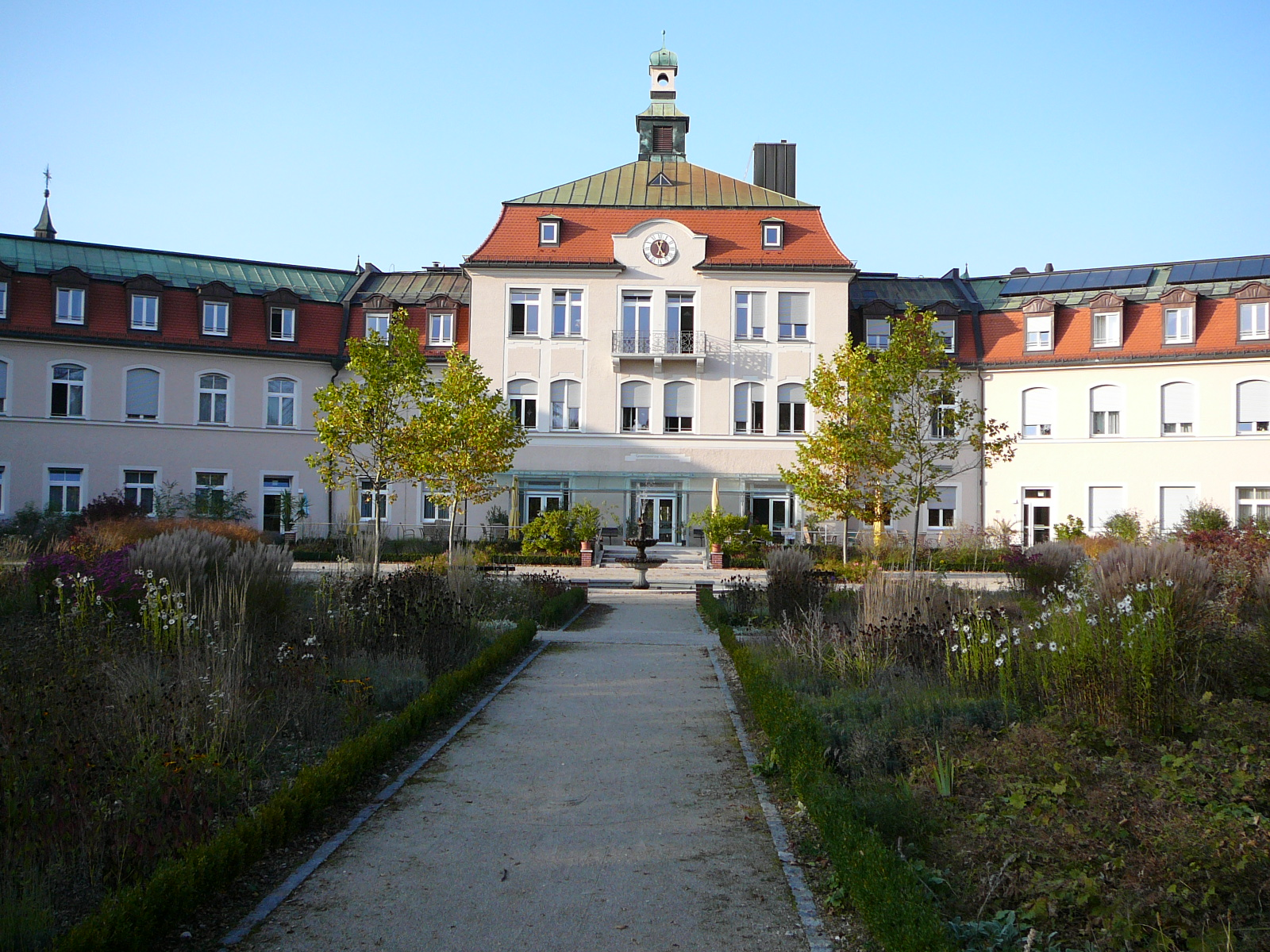
Ansicht des Waldsanatoriums vom Garten aus

Das Waldsanatorium bei Planegg ist ein vom Orden der Barmherzigen Schwestern vom hl. Vinzenz von Paul in München geführtes Alten- und Pflegeheim. Es befindet sich westlich von Planegg im Kreuzlinger Forst und liegt auf Kraillinger Gemeindegebiet.

## Geschichte
Als erste Volksheilstätte Bayerns wurde das Waldsanatorium am 19. November 1898 eröffnet. Zurückgehend auf eine Idee von Hugo von Ziemssen und unter dem Protektorat Prinz Ludwigs gründete sich am 2. Dezember 1894 ein Verein für Volksheilstätten, der die Heilstätte Planegg vorantrieb. Erbaut wurde das Waldsanatorium von 1896 bis 1898 unter dem Architekten Michael Dosch. Die Grundsteinlegung fand am 5. November 1896 statt. Die Führung des Hauses wurde den Barmherzigen Schwestern übertragen, erste Hausoberin wurde Schwester Theophila. Die Hauskapelle, die dem Heiligen Vinzenz von Paul geweiht ist, wurde 1924 errichtet und am 28. September desselben Jahres von Simon Konrad Landersdorfer eingeweiht.
Von 1898 bis 1984 diente das Waldsanatorium als Lungensanatorium. Wegen des Rückgangs der Tuberkulose entschloss sich die Ordensgemeinschaft, das Waldsanatorium ab 1985 als Alten- und Pflegeheim weiterzuführen; zunächst nur für die Ordensschwestern, seit 1997 aber zunehmend auch für „zivile“ Bewohner. Das Waldsanatorium bietet sowohl vollstationäre Pflege als auch Kurzzeitpflegeplätze an. Eine Generalsanierung des Waldsanatoriums wurde im Frühjahr 2003 abgeschlossen.
Im Jahr 1995 lebten 70 Ordensschwestern im Ruhestand sowie 45 weitere in der Anlage. Im Jahr 2023 wurde beschlossen, dass die letzten Schwestern bis Juni 2024 in die Häuser nach Siegsdorf und Berg am Laim umziehen sollen.

## Personen

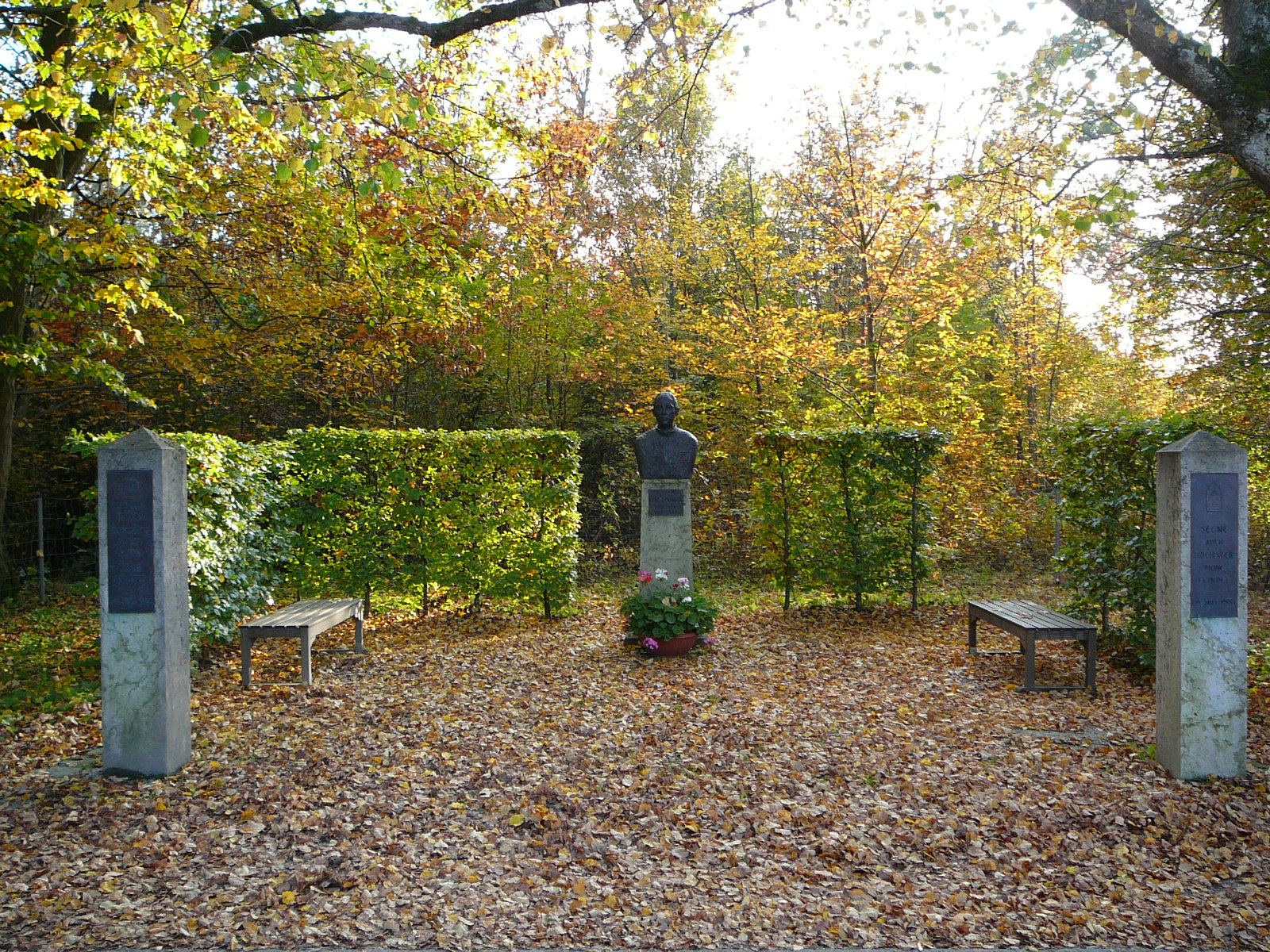
Die Gedenkstätte vor dem Waldsanatorium für Karl Leisner

Der von Papst Johannes Paul II. 1996 seliggesprochene Karl Leisner verbrachte hier seine letzten Tage und starb am 12. August 1945 in dem Zimmer, das nahezu unverändert besucht werden kann. Vor dem Waldsanatorium wurde eine Gedenkstätte für ihn eingerichtet. Jedes Jahr findet an seinem Gedenktag ein Gottesdienst in der Kapelle des Waldsanatoriums statt.
Die ehemalige Generaloberin des Ordens, Theodolinde Mehltretter, arbeitete hier 21 Jahre in der Verwaltung.